# Instituto Nacional de Estadística (Uruguay)
El Instituto Nacional de Estadística es el organismo oficial de estadística de Uruguay, depende de la Oficina de Planeamiento y Presupuesto de la Presidencia de la República.

## Antecedentes
Tiene como antecedente a la entonces Mesa Estadística dependiente del Ministerio de Hacienda, creada por decreto del 25 de noviembre de 1852. Dicho organismo se transformaría en la Dirección de Estadística General. Con la aprobación de la ley N.º 11.923 el 27 de marzo de 1953 se creó la Junta Asesora de Estadística y Censos con la misión de establecer las normas necesarias para que las actividades estadísticas se cumplan con absoluta unidad. Funcionaba con autonomía técnica dentro del Ministerio de Hacienda. De ella dependía la Dirección General de Estadística y Censos.
Tras el decreto-ley N.º 15.188 el 8 de octubre de 1981  la Junta Asesora de Estadística y Censos fue disuelta y se transfirieron sus cometidos a la Dirección General de Estadística y Censos. La cual en 1985 pasó a depender de la Presidencia de la República a través de una Oficina de Planeamiento y Presupuesto creada por el literal O de las Disposiciones Transitorias y Especiales de la Constitución de la República. La ley N.º 16.320 del 1° de enero de 1993 modificaría su denominación del organismo por la actual. Posee autonomía técnica en las materias de su competencia.
La Ley n.º 16.616 estableció que el Sistema Estadístico Nacional (SEN) estuviera formado por el Instituto Nacional de Estadística como órgano rector, las Unidades Coordinadoras Sectoriales (una por cada área temática relevante) y las restantes oficinas productoras de estadísticas.

## Cometidos
El INE se encarga de la elaboración, recopilación y difusión de datos a nivel nacional referentes a economía y demografía, entre otras disciplinas, presentando informes mensuales, trimestrales y anuales. También realiza censos de población y viviendas cada 10 años. El último realizado fue el censo de 2023.
De acuerdo a la Ley n.º 16.616 el INE debe:
- Realizar la producción y difusión de estadísticas confiables y oportunas para un mejor conocimiento de la realidad nacional.
- Orientar la elaboración de estadísticas ajustadas a los principios establecidos en la ley.
- Capacitar al personal de las oficinas de estadística, formando técnicos en materia estadística e ilustrar a los usuarios a efectos de una mejor comprensión de la información que suministre.
- Fomentar el desarrollo de la estadística y su aplicación como instrumento de investigación.
- Coordinar y supervisar el Sistema Estadístico Nacional con atribuciones de asesoramiento, contralor y evaluación de su desarrollo.
- Establecer las normas técnicas que deberán aplicarse en cuanto a conceptos, definiciones, clasificaciones y metodologías por parte de las oficinas de estadística del Sistema Estadístico Nacional.
- Formular el Plan Estadístico Nacional.
- Elaborar, publicar y difundir las estadísticas de su competencia.
- Otorgar el carácter de estadística oficial a las estadísticas producidas por los integrantes del Sistema Estadístico Nacional.
- Brindar cursos de capacitación al personal de las Oficinas de Estadísticas.
- Instalar en el interior del país las Oficinas Regionales de Estadística que considere necesarias.
- Celebrar convenios para efectuar investigaciones, realizar trabajos y prestar servicios de carácter estadístico.

## Organización
Al frente del Instituto Nacional de Estadística hay un director técnico, que actúa con la colaboración inmediata de un subdirector.
De la Dirección Técnica dependen directamente las Asesorías, las que brindan asesoramiento en temas jurídicos y en temas relativos a la coordinación del Sistema Estadístico Nacional, la preevaluación y evaluación de proyectos a encarar por el Instituto y la fijación de normas técnicas.
El INE está organizado de la siguiente manera:
- División Estadísticas Económicas
- División Estadísticas Sociodemográficas
- División Coordinación y Relaciones Internacionales
- División Normalización, Investigación y Proyectos
- División Sistemas de Información
- División Administración y Finanzas
- Asesoría
- Unidad de Gestión de Calidad
- Unidad de Planificación y Control de Gestión